# Winograd (gmina)
Winograd – dawna gmina wiejska w powiecie kołomyjskim województwa stanisławowskiego II Rzeczypospolitej. Siedzibą władz gminy był Winograd.
Gminę utworzono 1 sierpnia 1934 r. w ramach reformy na podstawie ustawy scaleniowej z dotychczasowych gmin wiejskich: Chwaliboga, Dżurków, Ostrowiec, Pruchniszcze, Rohynia, Rosochacz i Winograd.
Po II wojnie światowej obszar gminy znalazł się w ZSRR.